# إدموند تشادويك
إدموند تشادويك (بالإنجليزية: Edmund Chadwick)‏ (31 أغسطس 1847 - 6 أغسطس 1918) هو لاعب كريكت بريطاني (وحمل سابقاً جنسية المملكة المتحدة لبريطانيا العظمى وأيرلندا).

## وصلات خارجية
- إدموند تشادويك على موقع إي آس بي آن كريك إنفو (الإنجليزية)